# میچی
میچی (انگلیسی: Miche) شرکت دوچرخه‌سازی ایتالیایی است، که در سال ۱۹۱۹ تأسیس شد.